# Diaporthe aesculicola
Diaporthe aesculicola är en svampart som först beskrevs av Mordecai Cubitt Cooke, och fick sitt nu gällande namn av Berl. & Voglino 1886. Diaporthe aesculicola ingår i släktet Diaporthe och familjen Diaporthaceae.   Inga underarter finns listade i Catalogue of Life.